# Svebi
Svebi je ime za zvezo germanskih plemen, ki so živela v porečju Labe od 1. stoletja pr. n. št. naprej, ko se njihovo ime prvič pojavi v rimskih zapisih. 
Med Svebe zgodovinarji prištevajo Langobarde, Semnone, Markomane, Kvade, Alemane in še nekaj drugih manjših plemen.
Svebe pod poglavarjem Ariovistom je v bitki v Vogezih odločilno porazil Gaj Julij Cezar leta 58 pr. n. št. v Galiji, kamor so vdirali že od leta 72 pr. n. št.